# Звениговське міське поселення
Звени́говське міське поселення (рос. Звениговское городское поселение) — муніципальне утворення у складі Звениговського району Марій Ел, Росія. Адміністративний центр — місто Звенигово.

## Історія
Станом на 2002 рік існувала Звениговська міська рада (місто Звенигово), присілок Чуваш-Отари перебував у складі Ісменецької сільської ради.

## Населення
Населення — 11386 осіб (2019, 12319 у 2010, 13093 у 2002).

## Склад
До складу поселення входять такі населені пункти:
| Населений пункт       | Населення, осіб (2002) | Населення, осіб (2010) |
| --------------------- | ---------------------- | ---------------------- |
| Звенигово, місто      | 12722                  | 11946                  |
| Чуваш-Отари, присілок | 371                    | 373                    |